# Neuklef
Neuklef im Oberbergischen Kreis ist eine von 51 Ortschaften der Stadt Wiehl im Regierungsbezirk Köln in Nordrhein-Westfalen.

## Lage und Beschreibung
Der Ort liegt zwischen den Orten Alperbrück im Norden und Wiehl im Osten und liegt in Luftlinie rund 1,5 km vom Stadtzentrum von Wiehl entfernt. Neuklef liegt südlich der Bundesautobahn 4.

## Nennungen
1443 wird der Ort das erste Mal urkundlich erwähnt und zwar „Einkünfte und Rechte des Kölner Apostelstiftes.“ 1575 in der A. Mercator-Karte Op dem Kleff. (klef = Felsen)
Schreibweise der Erstnennung: Cleve. Der am jenseitigen Wiehlufer gelegene Ortsteil Altklef, Op dem alden Kleff, ist heute in Wiehl einbezogen.

## Dorfgemeinschaft
Am 4. Mai 2007 hat sich die Dorfgemeinschaft Neuklef-Alperbrück e. V. gegründet. Ziel der – beide Ortschaften umfassenden Gemeinschaft – ist die Förderung der Heimatpflege und Heimatkunde. Hinzu kommen Aufgaben zur Förderung und Verbesserung des Dorfbildes, der nachbarschaftlichen Beziehungen, sowie dem Erhalt der Dorfkultur und des Brauchtums.